# M2 (spoorwegrijtuig)
De M2-spoorwegrijtuigen van de NMBS, bestond uit een reeks rijtuigen voor binnenlands verkeer. De rijtuigen werden in verschillende varianten gebouwd vanaf 1954, in totaal 620 exemplaren. Na de instroom van de dieseltreinstellen MW41 werden de laatste rijtuigen in 2003 afgevoerd.

## Prototypen
Rond 1954 werden door de Centrale Werkplaats te Mechelen vier rijtuigen gebouwd als proef voor de serielevering M2. Deze waren genummerd in de serie 63301 - 63304. Eind jaren 50 reden twee van deze rijtuigen mee als tussenrijtuig van een dieseltreinstel MW40.

## Leveringsdatums
- A10 (eersteklasserijtuigen): nummers 41001 - 41035: levering van januari tot juli 1959 door firma Familleureux
- B11 (tweede klasse): nummers 42301 tot en met 42366: van juli 1958 tot en met november 1958 door BN (Brugge)
- B11 (tweede klasse): nummers 42367 tot en met 42399: van april 1959 tot en met maart 1959 (BN Brugge)
- B11 (tweede klasse): nummers 42400 tot en met 42453: november 1958 tot en met juli 1959 (Enghien te Manage)
- B11 (tweede klasse): nummers 42490 tot en met 42570: juli 1958 tot en met december 1959 (Germain)
- B11 (tweede klasse): nummers 42571 tot en met 42600: januari 1960 tot en met augustus 1960 (Germain)
- B11 (tweede klasse): nummers 42601 tot en met 42625: oktober 1959 tot en met maart 1960 (Enghien te Manage, 2e schijf)
- B11 (tweede klasse): nummers 42626 tot en met 42650: januari 1960 tot en met mei 1960 (Familleureux)
- A5B5 (gemengd eerste/tweede klasse): 43201 - 43240: februari 1959 - juli 1959 (Ragheno)
- A5B5 (gemengd eerste/tweede klasse): 43241 - 43269: april 1959 - oktober 1959 (AFB)
- A5B5 (gemengd eerste/tweede klasse): 43270 - 43294: december 1959 - april 1960 (Ragheno, 2e schijf)
- A5B5 (gemengd eerste/tweede klasse): 43295 - 43304: april 1960 - juni 1960 (Braine-le-Comte, 2e schijf)
- B8D (tweede klasse / bagage): 49201 - 49316: februari 1959 - december 1959 (BN Brugge)
- B7DR (tweede klasse (met afdeling snackbar) / bagage): 49901 - 49915: september 1959 - december 1959 (La Dyle)

## Uitvoering
M2 rijtuigen hadden oorspronkelijk een maximum toegelaten snelheid van 140 km/h, later teruggebracht naar 125 km/u en reden meestal met een diesellocomotief in trek-duwtreinen, of met een elektrische locomotief, zowel getrokken als in trek-duwbedrijf. Zo verzorgde de M2 in combinatie met locs van reeks 62 zowel IR-, L- als P-diensten op de niet-geëlektrificeerde lijnen zoals lijnen 15, 19 en 58, alsmede P-diensten op geëlektrificeerde lijnen.
De beperking naar 125 km/u was geen technische kwestie, maar maakte dat de rijtuigen in een andere categorie vielen van onderhoudsinterval, wat een belangrijke besparing opleverde. Hun inzet op de grote verbindingen was toen al weggevallen ten voordele van de nieuwe M4-rijtuigen.
In de tweede klasse zijn de banken bekleed met een schuimrubber. Dit was een groter comfort dan bij de houten banken in de voorgaande rijtuigseries. De banken in eerste klasse waren bekleed met een velours.

### Trek-duwbedrijf

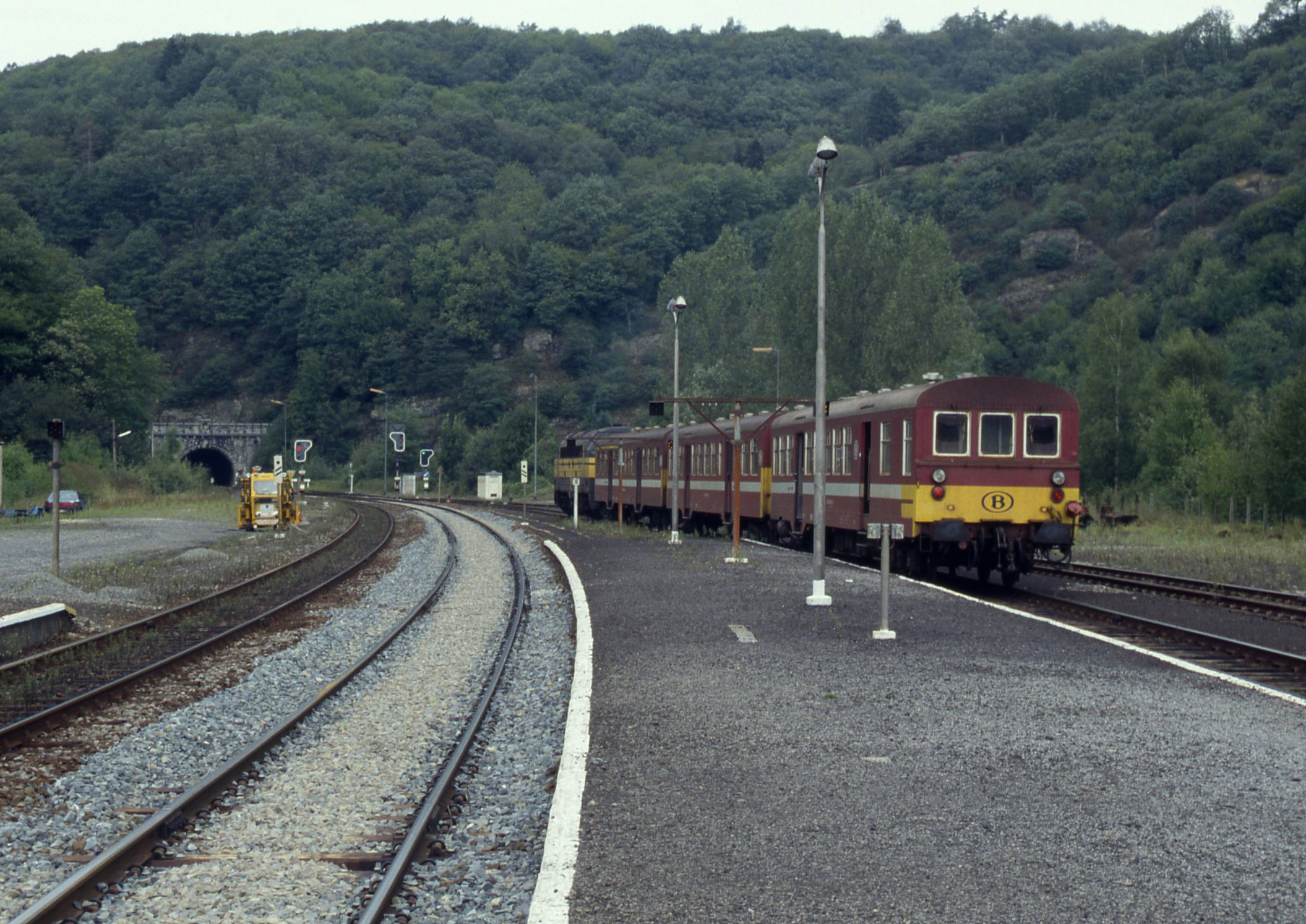
Stuurstandrijtuig voor dieseltractie in Houyet.

Voor een meer eenvoudige exploitatie waarbij de locomotief aan het eindpunt niet meer hoeft te rangeren naar de andere kant van de trein, werd in de jaren 70 een aantal rijtuigen B8D 49.200 omgebouwd tot stuurstandrijtuigen. Hierbij werd de vouwbalg aan de zijde van de bagageafdeling verwijderd en werd deze zijde van het rijtuig voorzien van een stuurstand. Er werden twee verschillende stuurstandrijtuigen gemaakt, een geschikt voor het dieselverkeer (met een platte kop) en een geschikt voor koppeling met een elektrische locomotief (met een knik in de kop). 
Ook een deel van de tussenrijtuigen werd aangepast voor het trek-duwbedrijf, vermoedelijk onder meer door middel van de aanleg van kabels om signalen door te geven aan de duwende locomotief. Hierbij werd ook weer onderscheid gemaakt tussen diesel- en elektrische tractie.
| Omgebouwd naar stuurstandrijtuig bij dieseltractie |
| B8D > B8Dx                                         |
| -------------------------------------------------- |
| 49.212                                             |
| 49.252                                             |
| 49.264                                             |
| 49.266                                             |
| 49.271                                             |
| 49.274                                             |
| 49.280                                             |
| 49.284 - 286                                       |
| 49.292 - 293                                       |
| 49.298                                             |
| 49.307                                             |
| 49.316                                             |

| Omgebouwd naar stuurstandrijtuig bij elektrische tractie |
| B8D > B8Dx                                               |
| -------------------------------------------------------- |
| 49.210                                                   |
| 49.211                                                   |
| 49.232                                                   |
| 49.234                                                   |
| 49.236 - 237                                             |
| 49.241                                                   |
| 49.305                                                   |

### Kleurstelling
Indienststelling vond plaats in de groene kleuren, net als het meeste andere materieel van de NMBS destijds. 
Na enkele proeven kregen de M2-rijtuigen vanaf 1984 een bordeaux-rode kleur, gelijk aan de nieuwe M4-rijtuigen en symbool voor het toenmalige IC/IR-plan. Vanaf 1985 nam het tempo van overschilderen toe.

## Afvoer
De rijtuigen zijn buiten dienst gegaan nadat de dieselstellen reeks 41 in 2002 alle diensten op de niet-geëlektrificeerde baanvakken overgenomen hadden. De rijtuigen die P-treinen verzorgden op geëlektrificeerde lijnen werden buiten dienst gesteld naarmate de nieuwe dubbeldekrijtuigen M6 in dienst kwamen.

## Tweede leven

### Inzet in Nederland

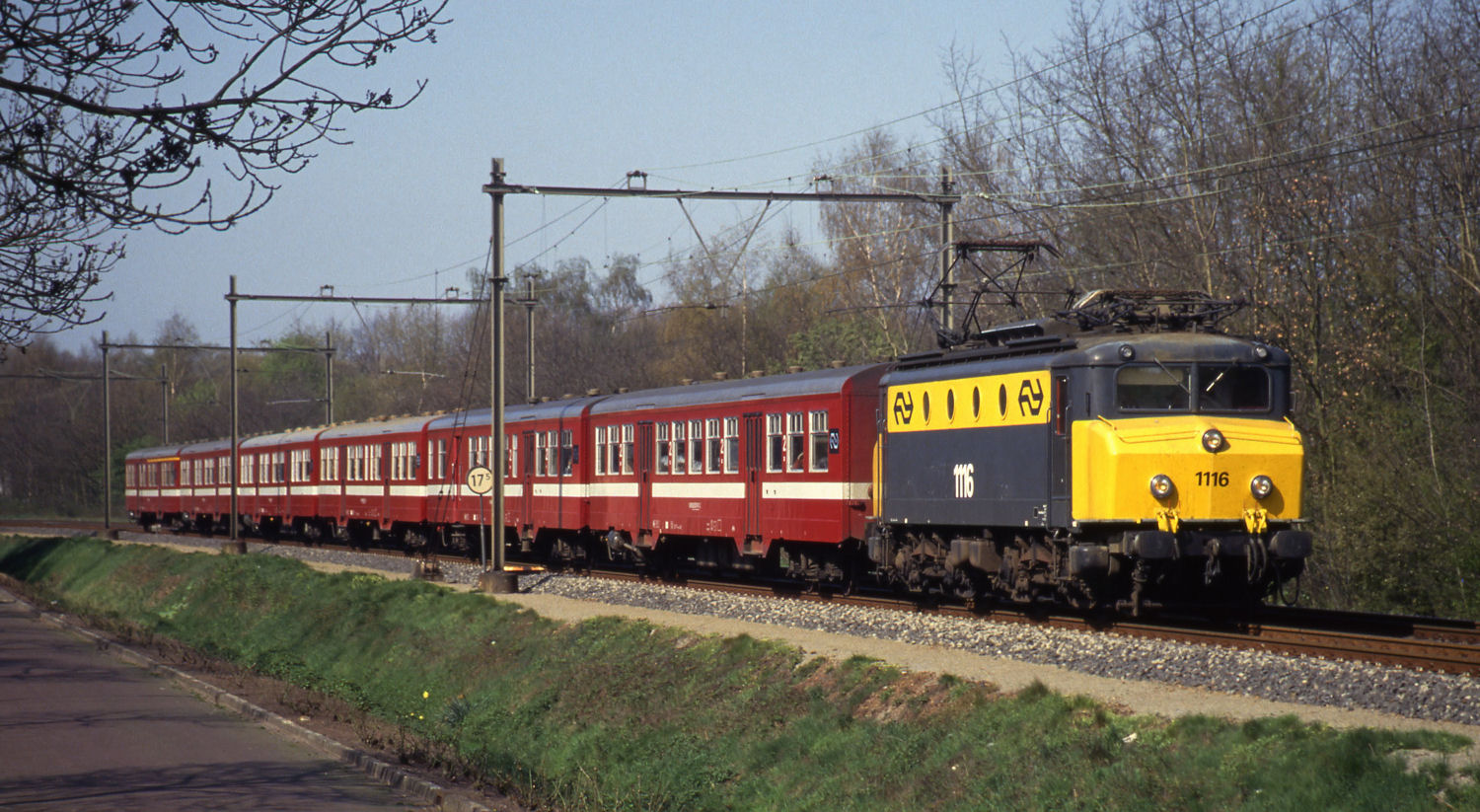
M2-rijtuigen tijdens inzet in Nederland.

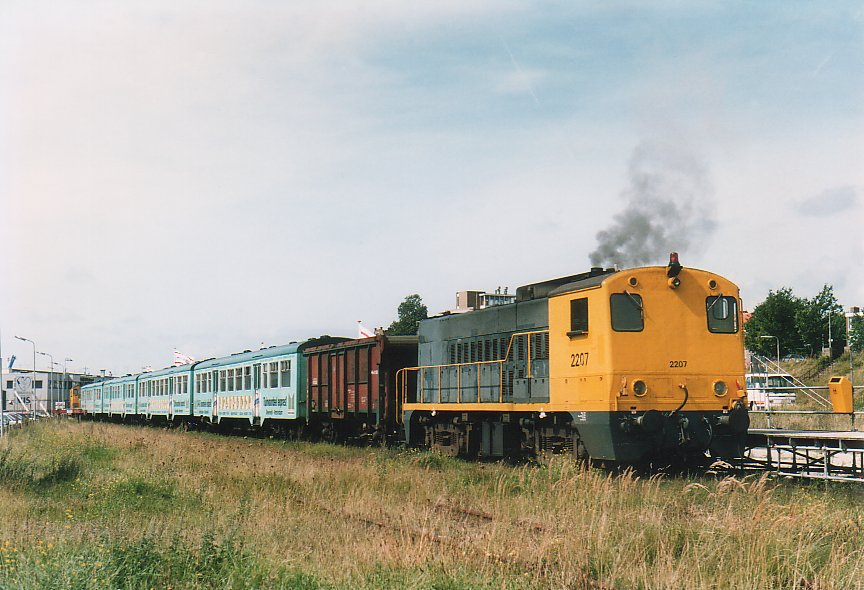
Een treinstam van Lovers Rail in IJmuiden.

In de jaren 90 van de twintigste eeuw werden 44 rijtuigen M2 verhuurd aan de Nederlandse Spoorwegen, die de rijtuigen inzette in de sneltreinen tussen Zwolle en Roosendaal. De rijtuigen behielden de bordeaux kleurstelling van de NMBS, waarbij alleen de logo's waren vervangen door die van de NS. In 1989 kwamen eerst op proef een aantal rijtuigen M4 naar Nederland, maar die rijtuigen hadden problemen met het Nederlandse profiel. Bovendien leverde deze verhuur van vrij nieuwe rijtuigen kritiek op op de Belgische spoorwegen.
Vanaf 1996 is een aantal rijtuigen verkocht aan het Nederlandse spoorwegbedrijf Lovers Rail. In 1996 en 1997 werden de rijtuigen, gestoken in een nieuwe turkooizen kleurstelling, ingezet tussen Amsterdam Centraal en IJmuiden als Kennemerstrand Expres. In 1998 werden de rijtuigen omgekleurd in donkerblauw en voorzien van afbeeldingen van tulpen, waarna ze behalve tussen Amsterdam Centraal en IJmuiden ook werden ingezet tussen Amsterdam Centraal en Lisse als Keukenhof Express en tussen Amsterdam Centraal en Haarlem als Optio.
De eerste vier rijtuigen van Lovers Rail kwamen half 1996 vanuit België in Amsterdam aan. Twee rijtuigen werden later voorzien van aggregaten. De rijtuigen werden genummerd in de serie LR 001-004. Later arriveerden nogmaals M2-rijtuigen in Nederland. De serie betrof de rijtuigen LR 005 - 016. Dit waren geen eersteklasserijtuigen zoals de 001-004. Het betrof rijtuigen tweede klasse die waren verbouwd bij Cannes-La Bocca-Industries en Desdoigts et Associés.
Ook werden door Lovers vijf stuurstandrijtuigen overgenomen van NMBS en voorzien van de donkerblauwe optio-kleurstelling van Lovers. Deze rijtuigen werden genummerd in de serie 017-021. Omdat NS naar verluidt te veel geld vroeg voor een verplichte ATB-installatie werden de stuurstandrijtuigen uiteindelijk nooit ingezet. Zij gingen naar Frankrijk.
Na de beëindiging van de diensten van Lovers werden de rijtuigen afgevoerd naar het Belgische Saint-Ghislain. Daarna werden de rijtuigen overgebracht naar Gray in Frankrijk. Twee rijtuigen van de serie LR 001-004 kwamen uiteindelijk in dienst bij de museumspoorlijn La Vapeur du Trieux. Het interieur van enkele gerenoveerde tweede klasse-rijtuigen werd uiteindelijk ingebouwd in rijtuigen van de Chemins de Fer de Provence, die een spoorlijn uitbaten tussen Digne en Nice.

### Italië

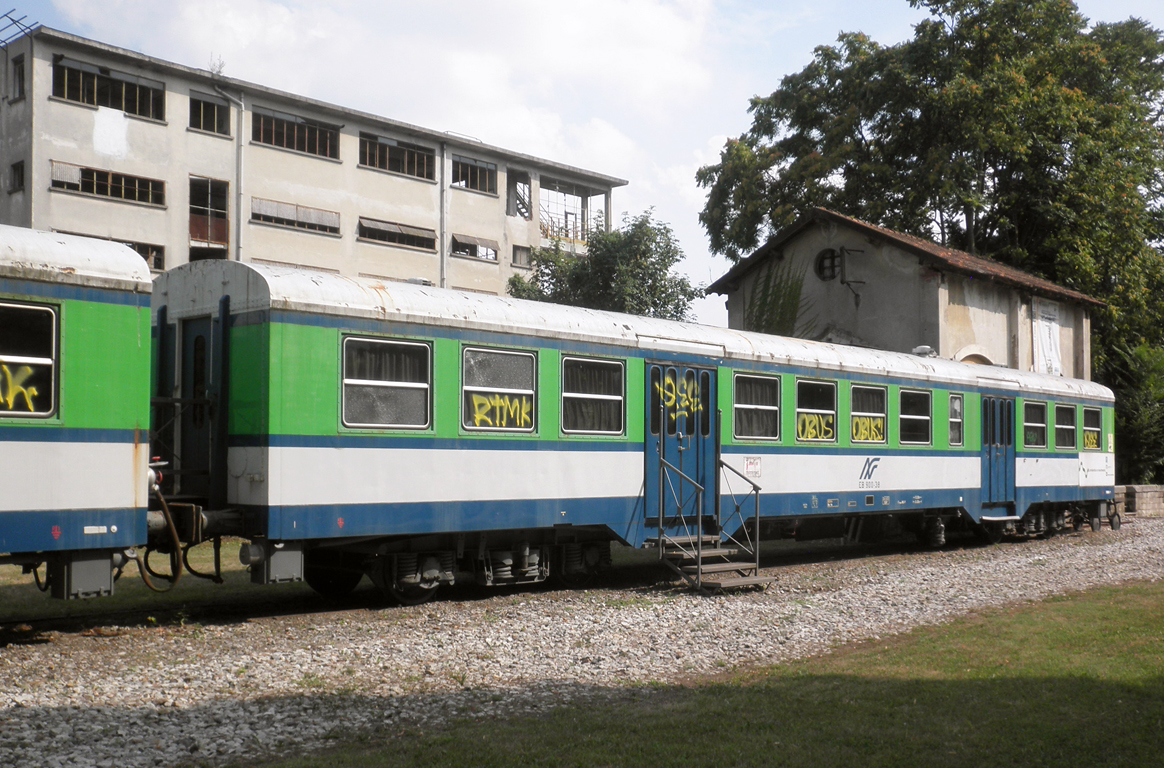
Een voormalige M2 in Italië.

Na een loopbaan in België is een aantal rijtuigen in de jaren 90 verhuisd naar de Ferrovie Nord Milano om dienst te doen op spoorlijnen rondom Milaan.

### Overige bestemmingen
De meeste M2-rijtuigen zijn na inzet in België gesloopt. Daarnaast is een aantal rijtuigen een museale bestemming toebedeeld.
| Nummer   | Bij          | Opmerking | Afbeelding |
| -------- | ------------ | --- | ---------- |
| A 41003  |              | Opgesteld bij het voormalige station van Solre-Saint-Gery.                                                                           |            |
| A 41016  | TSP          | |            |
| B 42329  | NMBS         | Rijtuig heeft na buitendienststelling van de overige rijtuigen nog enkele jaren gereden in een diensttrein tussen Bergen en Cuesmes. |            |
| A 41022  | NMBS         | |            |
| AB43269  | NMBS         | |            |
| BDR49911 | NMBS         | |            |
| B 42506  | NMBS         | |            |
| B 42306  | NMBS         | |            |
| B 42367  | NMBS         | |            |
| B 42503  | NMBS         | |            |
| B 42391  | Campus Vesta | gebruikt voor opleidingen politie en brandweer                                                                                       |            |
| B 42429  | Campus Vesta | Rijtuig wordt gebruikt voor oefeningen van politie en brandweer.                                                                     |            |
| B 42392  | Planckendael | Vroeger gebruikt als Weetjeswagon en als Aziatische attractie                                                                        |            |